# ستون بارك (إلينوي)
ستون بارك (بالإنجليزية: Stone Park)‏ هي قرية تقع في الولايات المتحدة في إلينوي. يقدر عدد سكانها بـ 4,946 نسمة .

## الموقع الجغرافي
الموقع الجغرافي للمناطق المحيطة بهذه النقطة هو كالتالي: